# ウスタシュ2世 (ブローニュ伯)

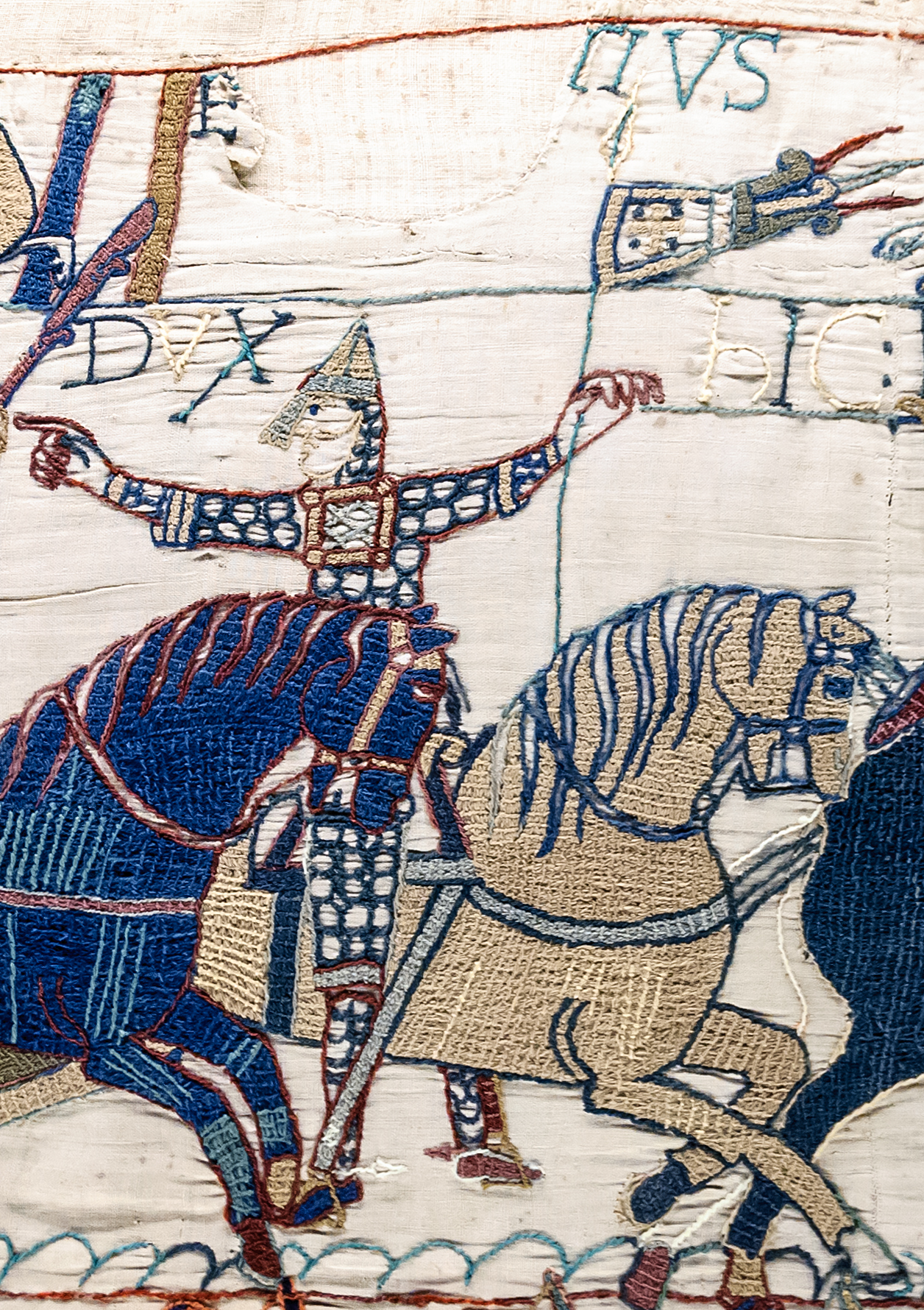
バイユーのタペストリー（部分）

ウスタシュ2世（フランス語: Eustache II de Boulogne、1015年ごろ - 1087年ごろ）は、11世紀のフランスの貴族。ブローニュ伯、ランス伯。長髭のウスタシュ（フランス語: Eustache aux grenons、古フランス語: Eustache as gernuns、ラテン語: Eustachius Gernobadatus）という異名があった。

## 生涯
ウスタシュ2世は、1015年から1022年ごろ、あるいは1020年から1025年ごろに生まれた。父はブローニュ伯ウスタシュ1世、母はルーヴァン伯ランベール1世の娘マティルドであった。弟にはパリ司教ゴドフロワ、ランス伯ランベール2世がいた。ブローニュ伯はフランドル伯の封臣だが、半ば独立した地位にあった。
ウスタシュ2世は父方と母方の双方を通じてカール大帝の血を引いており、イングランドの年代記作家オルデリクス・ヴィタリスは彼を「フランク王国で最も高名な王であるカール大帝の血を引く、高貴な生まれの人」と評している。また父方ではイングランドのアルフレッド大王の子孫でもあった。
1035年、イングランド王エゼルレッド2世の娘ゴーダ（またはゴドギフ）と結婚した。ゴーダの母はノルマンディー公リシャール1世の娘エマであった。ウスタシュとゴーダの間に子はなかったが、ゴーダは前夫ヴェクサン伯ドルーとの間にヘレフォード伯ラルフ、ヴェクサン伯ゴーティエ3世、アミアン司教フルクを儲けており、ウスタシュは義子となった彼らと同盟関係を結ぶことになった。さらに、1042年にゴーダの兄弟エドワード懺悔王がイングランド王に即位するとその同盟者となった。ゴーダとの婚姻によりウスタシュはイングランドに広大な領地を獲得した。
1047年に父が死ぬとブローニュ伯の地位を継承した。1049年ごろ、ゴーダが死ぬと、直後に上ロートリンゲン公ゴットフリート鬚公の娘イダと再婚した。2人の間の子はウスタシュ3世、ボートゥアン1世、ゴドフロワの3人。ウスタシュは1049年のランス教会会議で近親婚を理由に破門されているので、イダとの再婚の時期は同年以前であるとされる。このころ、ゴットフリートはフランドル伯ボードゥアン5世、ホラント伯ディルク4世らと連携して神聖ローマ皇帝ハインリヒ3世と敵対しており、ウスタシュの破門はハインリヒ3世が擁立した教皇レオ9世によってなされたものであった。同様に、ボードゥアン5世の娘マティルドとノルマンディー公ギヨーム2世との婚姻も禁止されている。結局、ゴットフリートはハインリヒ3世と和解、ウスタシュもこれに続いた。ディルク4世は1049年に戦死したので、ボードゥアン5世のみがハインリヒ3世への敵対を継続することになった。
1051年の8月ないし9月、ウスタシュはイングランドを訪れてエドワード懺悔王との交渉を持った。ウスタシュがどのような目的を持ってイングランドを訪問したのかについてははっきりとしないが、子のなかったエドワードの後継問題とされる。ウスタシュが義子でエドワードからは甥にあたるラルフ、ゴーティエらを後継者に推そうとしたのか、あるいは自分自身を後継者に擬したのかは定かではない。イングランドからの帰路、ドーバー市民とウスタシュの家臣とが乱闘を起こしたので、ウスタシュはエドワードに抗議しドーバーへの懲罰を求めた。ドーバーへの懲罰を命じられたウェセックス伯ゴドウィン（エドワードの義父）はこれを拒否し、一族らとともに国外へ追放された。しかし、翌年にはゴドウィン家はイングランドへ復帰した。
ウスタシュとゴドウィンとの間にはもともと政治的対立があったとされる。1036年、エドワードの兄弟アルフレッド・アシリングが殺害された事件にはゴドウィンも関与していたが、アルフレッドにはブローニュ伯の家臣が同行しており、ともに殺されている。また、ゴドウィンはフランドル伯ボードゥアン5世の異母妹ジュディトを子のトスティに娶らせていたが、ボードゥアンは1049年以降ハインリヒ3世との戦争を巡ってウスタシュと緊張関係にあった。さらに、ゴドウィンの別の子スヴェンはウスタシュの義子ヘレフォード伯ラルフとの確執を抱えていた。
このころ、ウスタシュにとってはノルマンディ公ギヨーム2世もまた脅威になりつつあった。ウスタシュはギヨーム2世の叔父で政敵であるアルク伯ギヨームを支援しており、1053年にアルク伯が敗れたあとは自領に保護していた。ウスタシュの親族かつ同盟者のポンチュー伯アンゲランもまたギヨーム2世に敗れて死に、その後継者のギーはギヨーム2世に服属させられた。さらに、前述したとおりギヨーム2世はボードゥアン5世の娘マティルドを娶っており、ノルマンディ公とフランドル伯の連携がウスタシュにとっては懸念材料であった。
1054年、弟ランベール2世がボードゥアン5世に味方してハインリヒ3世方と戦い、リールで戦死した。そのため、ウスタシュ2世はランス伯の地位を継承した。このころから、ウスタシュを取り巻く外交状況は変化していった。ヘレフォード伯ラルフが1057年に死去したことでイングランドの宮中ではゴドウィン家の勢力が増大した。ウスタシュとフランドル伯との関係は改善した。

## 参考資料
- Andressohn, John Carl (1947). The ancestry and life of Godfrey of Bouillon. Indiana University
- Harvey, Sally (2012). “Eustace II of Boulogne, the Crises of 1051–2 and the English Coinage”. In Roffe, David. The English and their Legacy, 900–1200. Boydell & Brewer. pp. 149-158
- Van Cuyck, Horst; Lambert, Véronique (2014), “Count Eustace II of Boulogne (1047-1087) and the Bayeux Tapestry : A reappraisal and augmentation of the arguments”, Annales de Normandie (CAIRN) 64 (2):  137-167